# Siamo italiani
Siamo italiani è un film del 1964 diretto da Alexander J. Seiler. Il film ha inaugurato il filone del documentario impegnato in Svizzera. 

## Trama
Il film è diviso in sette macrosequenze: Il primogiorno, Sabato, Domenica, Un giorno, Giorno di paga, Sabato, Domenica.
Il documentario si apre con impressioni tratte dalla realtà quotidiana degli immigrati italiani (posto di lavoro, asilo nido, appartamento), cui viene premessa una sequenza aforistica (il primo giorno in Svizzera, col meccanismo della visita sanitaria alla frontiera): una sequenza che, mettendo a nudo il trattamento meccanicistico riservato a questi esseri umani, dà il segnale per la successiva parte critica.

## Distribuzione
Il documentario fu distribuito per il mercato anglofono con il titolo We Are Italians. Partecipò al film festival internazionale di Edimburgo nel 1965 e come retrospettiva al festival di Berlino nel 2002.

## Accoglienza

### Critica
Il critico cinematografico Lino Miccichè espresse recensioni positive.

## Conseguenze
Le ricerche effettuate sul campo dal regista portarono alla realizzazione di un volume pubblicato nel 1965, con lo stesso titolo, curato dallo stesso regista e con una prefazione dello scrittore svizzero Max Frisch il quale si rivolse ai suoi conterranei dicendo: “cercavamo forza lavoro, sono arrivati uomini” 
Nel 2002 Seiler diresse il documentario Vento di settembre, dove ritrova alcuni dei lavoratori italiani di allora ritornati nelle loro terre di origine.